# (18756) 1999 GY34
(18756) 1999 GY34 est un astéroïde de la ceinture principale d'astéroïdes découvert en 1999.

## Description
(18756) 1999 GY34 a été découvert le 6 avril 1999 à l'observatoire Magdalena Ridge, situé dans le comté de Socorro, au Nouveau-Mexique (États-Unis), par le projet Lincoln Near-Earth Asteroid Research (LINEAR).

### Caractéristiques orbitales
L'orbite de cet astéroïde est caractérisée par un demi-grand axe de 2,18 UA, un périhélie de 1,81 UA, une excentricité de 0,17 et une inclinaison de 5,70° par rapport à l'écliptique. Du fait de ces caractéristiques, à savoir un demi-grand axe compris entre 2 et 3,2 UA et un périhélie supérieur à 1,666 UA, il est classé, selon la JPL Small-Body Database, comme objet de la ceinture principale d'astéroïdes.

### Caractéristiques physiques
(18756) 1999 GY34 a une magnitude absolue (H) de 15,2 et un albédo estimé à 0,360.